# Thomas Huber (wspinacz)
Thomas Huber (ur. 18 listopada 1966 w Palling, Bawaria) – niemiecki wspinacz.
Od 1992 Thomas Huber jest zawodowym przewodnikiem górskim i narciarskim. Jego młodszy brat Alexander jest również wspinaczem i często partnerem wspinaczkowym Thomasa.

## Najważniejsze osiągnięcia wspinaczkowe[1]
- 1994 – pierwsze klasyczne przejście drogi The end of Silence (5.13d/X+/8b+) – w tym czasie najtrudniejszej wielowyciągowej drogi wspinaczkowej na świecie

- 1996 – klasyczne przejście drogi Salathé na El Capitan, Yosemite, USA

- 1996 – solowe zimowe przejście północnej ściany Eigeru, Szwajcaria

- 1997 – pierwsze przejście drogi Tsering Mosong (VII+,A3+) na Latok II (7108 m n.p.m.), Pakistan

- 1998 – pierwsze klasyczne przejście drogi El Niño na El Capitan, Yosemite, USA

- 2000 – pierwsze przejście północnego filara Shivling (6543 m n.p.m.); wejście nagrodzone Złotym Czekanem

- 2001 – pierwsze wejście na Baintha Brakk III (6800 m n.p.m.), drugie wejście na Baintha Brakk I (7285 m n.p.m.), Pakistan

- 2003 – pierwsze klasyczne przejście drogi Zodiac (5.13d/X+/8b+) na El Capitan, Yosemite, USA

- 2004 – rekord czasu przejścia drogi Zodiac na El Capitan, Yosemite, USA (1:52h)

- 2007 – rekord czasu przejścia drogi The Nose na El Capitan, Yosemite, USA (2:45,45h)

- 2009 – pierwsze klasyczne przejście drogi Eternal Flame (UIAA X+/X-), Trango ("Nameless") Tower, Pakistan